# (6383) Tokushima
(6383) Tokushima es un asteroide perteneciente al cinturón de asteroides, descubierto el 12 de diciembre de 1988 por Masayuki Iwamoto y el también astrónomo Toshimasa Furuta desde el Observatorio Tokushima, Prefectura de Tokushima, Japón.

## Designación y nombre
Designado provisionalmente como 1988 XU1. Fue llamado así por el observatorio del primer descubridor y la prefectura en la que vive.

## Características orbitales
(6383) Tokushima está situado a una distancia media del Sol de 2,996 ua, pudiendo alejarse hasta 3,162 ua y acercarse hasta 2,830 ua. Su excentricidad es 0,055 y la inclinación orbital 11,138 grados. Emplea 1893,95 días en completar una órbita alrededor del Sol.
Los próximos acercamientos a la órbita de Júpiter ocurrirán el 1 de junio de 2025, el 28 de junio de 2071 y el 18 de junio de 2108.
Pertene e a la familia de asteroides de (221) Eos.

## Características físicas
La magnitud absoluta de (6383) Tokushima es 11,93. Tiene 14,848 km de diámetro y su albedo se estima en 0,167. 